# 난부 노부유키

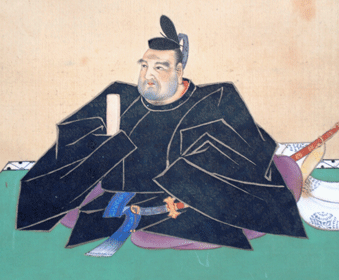
난부 노부유키

난부 노부유키(일본어: 南部信順, 1814년 3월 2일 ~ 1872년 3월 28일)는 하치노헤번의 9대(마지막) 번주이다. 관위는 종4위하, 도토미노카미(遠江守), 시종(侍従)이었다.
사쓰마번 8대 번주 시마즈 시게히데의 열째 아들로 태어났다. 1838년, 하치노헤번의 8대 번주 난부 노부마사의 양자로 들어갔는데, 노부유키의 다른 형제들이 나카쓰번, 후쿠오카번, 마루오카번 같은 유력 번들의 양자였던 것에 비해 2만 석의 소규모 번인 하치노헤 번의 양자가 된 것은 예외적인 일이었다. 1842년, 노부마사가 은거하면서 그 뒤를 이어 번주가 되었다. 사쓰마번에서 번주 자리를 놓고 오유라 소동이 발생하자 형 구로다 나가히로(黒田長溥)와 함께 이에 개입하여 시마즈 나리아키라가 번주가 되도록 막부에 공작을 폈다. 또, 통치 초기에는 일련정종 신도들을 탄압하였으나, 나중에는 일련정종에 귀의하였다고 한다.
1868년에 보신 전쟁이 발발하면서 주변 오우에쓰 열번동맹 소속 번들의 압력을 받게 되었다. 노부유키 자신이 열번동맹의 적 사쓰마번 출신이었기 때문에 가상적으로 간주되기까지 했다. 이에 노부유키는 오우에쓰 열번동맹에 동참하는 한편, 정부군측이던 아키타 번과 몰래 연계하면서, 가까스로 난국을 헤쳐나가며 전투 한 번 하지 않고 하치노헤 번을 지켜냈다.
1869년 음력 6월 22일, 하치노헤 번의 지번사가 되었고, 1871년에는 폐번치현으로 직책을 사임하였다. 1872년 59세의 나이로 사망하였다.
| 전임 난부 노부마사 | 제9대 하치노헤 난부 씨 당주 1842년 ~ 1871년 | 후임 난부 사키노부 |

| 전임 난부 노부마사 | 제9대 하치노헤번 번주 1842년 ~ 1871년 | 후임 폐번치현 |